# Aristarchus (kráter)
Aristarchus je impaktní kráter nacházející se na pevninském výběžku uprostřed měsíčního moře Oceanus Procellarum (Oceán bouří) na přivrácené straně Měsíce. Jeho stáří se odhaduje na 450 milionů let. Má průměr 40 km  a je hluboký 3,7 km. Nazván byl podle starořeckého astronoma Aristarcha ze Samu, který položil první základy pokusům o geometrické změření vzdáleností Slunce a Měsíce od Země. V blízkosti východo-jihovýchodním směrem se nachází lávou zatopený kráter Herodotus, od něhož se vine měsíční údolí Vallis Schröteri.

## Plošina Aristarchus
Kráter Aristarchus se nachází na plošině Aristarchus na západním okraji Mare Imbrium (Moře dešťů). Plošina Aristarchus má kosočtvercový tvar s rozměry 170 km x 200 km. V dalekohledu má mírně načervenalé zbarvení a je tmavší než okolní krajina. Zvedá se asi 2 km nad okolí a svažuje se na severozápad. William K. Hartman a Gerard P. Kuiper se domnívají, že plošina Aristarchus byla vyzdvižena při vzniku pánve Imbrium.
Kráter samotný vypadá v dalekohledu v porovnání s okolím jako velmi jasný útvar  a lze u jeho svahů lze pozorovat světlé a tmavé pruhy vyvrženin. Ty jsou tvořeny měsíčními bazalty (čediči) a anortozity. Je to také centrum jasných paprsků.
V oblasti kráteru byly několikrát pozorovány záblesky či různé zákaly (tzv. měsíční přechodné jevy), které jsou vysvětlovány úniky plynů jako jsou radon nebo argon. Únik nepatrného množství radonu byl potvrzen americkou sondou programu Apollo.

## Satelitní krátery

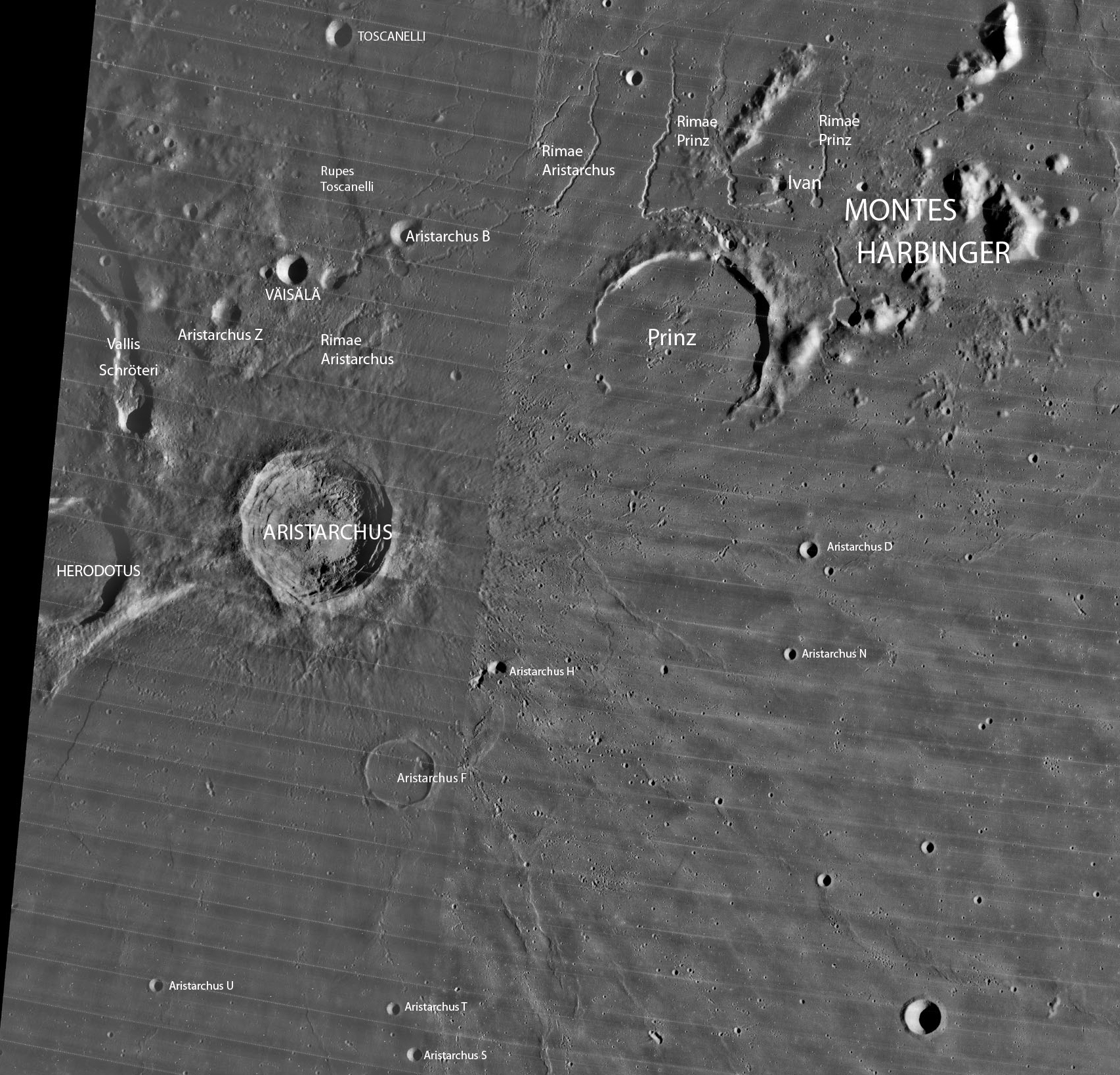
Obrázek znázorňující kráter Aristarchus se svými satelitními krátery.

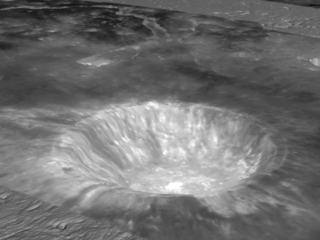
Snímek sondy Clementine ukazující terasy vzniklé sesuvy se světlými a tmavými pruhy vyvrženin.

V okolí kráteru se nachází síť sekundárních kráterů. Ty byly označeny podle zavedených zvyklostí jménem hlavního kráteru a velkým písmenem abecedy. Pouze dva krátery byly Mezinárodní astronomickou unií přejmenovány. Jsou to Aristarchus A (dnes Väisälä) a Aristarchus C (dnes Toscanelli).
| Aristarchus | Sel. šířka | Sel. délka | Průměr |
| ----------- | ---------- | ---------- | ------ |
| B           | 26.3° S    | 46.8° Z    | 7 km   |
| D           | 23.7° S    | 42.9° Z    | 5 km   |
| F           | 21.7° S    | 46.5° Z    | 18 km  |
| H           | 22.6° S    | 45.7° Z    | 4 km   |
| N           | 22.8° S    | 42.9° Z    | 3 km   |
| S           | 19.3° S    | 46.2° Z    | 4 km   |
| T           | 19.6° S    | 46.4° Z    | 4 km   |
| U           | 19.7° S    | 48.6° Z    | 4 km   |
| Z           | 25.5° S    | 48.4° Z    | 8 km   |